# موتا سانتا لوسیا
موتا سانتا لوسیا (به ایتالیایی: Motta Santa Lucia) یک کومونه در ایتالیا است که در استان کاتانزارو واقع شده‌است.

## خصوصیات
موتا سانتا لوسیا ۲۵ کیلومترمربع مساحت و ۸۷۵ نفر جمعیت دارد و ۵۹۰ متر بالاتر از سطح دریا واقع شده‌است.